# Handley Page HP.42
L'Handley Page H.P.42 fu un modello di biplano di linea quadrimotore costruito dall'azienda britannica Handley Page e rimasto in servizio per tutta la durata degli anni trenta.
Adatto ai voli a medio e lungo raggio, era in grado di trasportare da 18 a 38 passeggeri a velocità contenute ma con elevati standard di comfort e sicurezza. Ne vennero prodotti 8 esemplari in due versioni: H.P.42E e H.P.42W, quest'ultima nota anche come H.P.45.

## Storia del progetto
Nel primo dopoguerra, nel Regno Unito, l'aviazione commerciale ebbe uno sviluppo piuttosto lento; dopo il fallimento della prima compagnia aerea britannica (la Air Transport and Travel) nel 1920, le altre aziende per il trasporto aereo civile (British Marine Air Navigation Company, Daimler Airways, Handley Page Transport, Instone Air Line) si fusero ponendo le basi di quella che nel 1924, con il supporto finanziario del governo britannico, sarebbe divenuta la Imperial Airways. In breve tempo l'esigenza di aprire nuove tratte che unissero le diverse destinazioni del vasto impero britannico rese necessario che la compagnia aerea emettesse delle specifiche concepite appositamente per produrre gli aerei di cui essa aveva bisogno.
All'inizio del 1928, quindi, dovendo sostituire i suoi Armstrong Whitworth Argosy e Handley Page W.10 con aeroplani di maggiore capacità in termini di posti a sedere per i passeggeri e con maggiore autonomia in previsione dell'apertura di nuove rotte, la Imperial Airways emise una specifica che si concretizzò poco più tardi nel biplano quadrimotore H.P.42 della Handley Page.

## Tecnica
L'Handley Page H.P.42 era un grande biplano con struttura metallica, carrello fisso e abitacolo chiuso, dotato di quattro motori radiali in configurazione traente e di impennaggio biplano in coda.

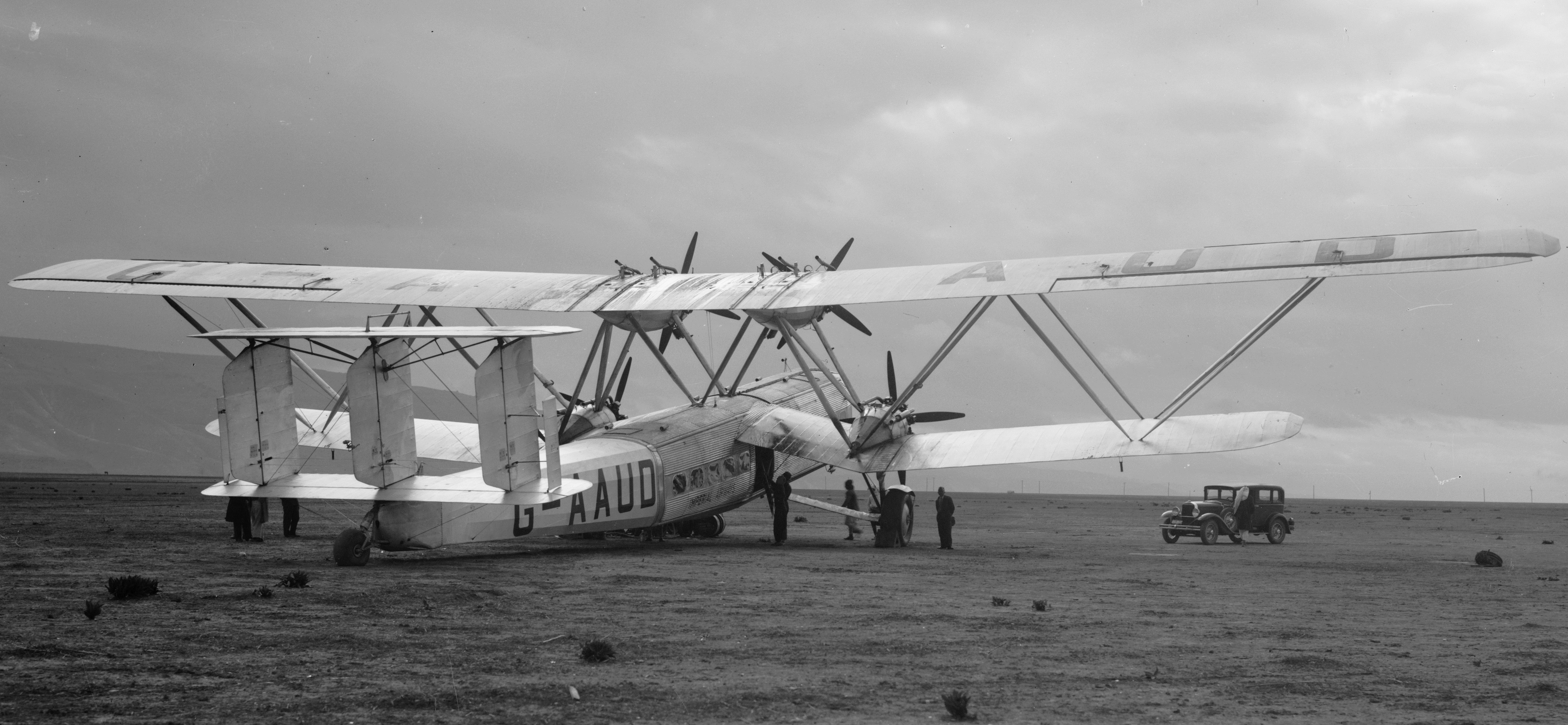
Vista posteriore dell'H.P.42 Hanno; notare la peculiare configurazione delle ali, dei motori e delle superfici di coda.

Le due ali, di apertura nettamente diversa (la superiore maggiore dell'inferiore), avevano struttura metallica rivestita in tela ed erano costruite su un profilo biconvesso. Gli alettoni erano montati unicamente sull'ala superiore, così come gli ipersostentatori ad aletta Handley-Page. Il collegamento tra le due superfici alari era garantito da una serie di robusti montanti metallici disposti diagonalmente secondo un reticolo di tipo Warren; grazie a questa struttura il velivolo non necessitava di cavi interalari di rinforzo e ne era quindi privo. Le due sezioni più esterne dell'ala superiore avevano un leggero diedro positivo, mentre il suo tronco centrale era orizzontale; l'ala inferiore invece era caratterizzata da un diedro positivo più marcato relativamente alle sezioni esterne e da un cospicuo diedro negativo relativamente ai due tronchi interni, dove l'ala si univa alla fusoliera: in tal modo, piuttosto insolitamente, l'ala inferiore era collegata alla parte superiore della fusoliera, cioè al soffitto della cabina, anziché a quella inferiore, cioè al pavimento.
La fusoliera, di struttura interamente metallica ma rivestita, nella sua parte posteriore, in tela, aveva una sezione simile a un quadrato con i lati arrotondati ed era molto ampia e spaziosa. La sezione centrale della fusoliera, quella sottostante il raccordo dell'ala, era adibita a stiva di carico; in tal modo erano ricavate due cabine, una anteriore e una posteriore, che alloggiavano i passeggeri. Il posto di pilotaggio, collocato in alto all'estremità anteriore della fusoliera, era completamente chiuso: l'H.P.42 era in effetti il primo aereo di linea britannico con questa caratteristica.
I motori erano quattro radiali Bristol Jupiter da 9 cilindri, i quali muovevano altrettante eliche quadripala in legno a passo fisso; ciascuna di esse risultava dall'unione di due eliche bipala. Due motori erano montati sull'ala superiore (in corrispondenza del raccordo tra le sezioni alari con diverso diedro) e due sull'ala inferiore (pure in corrispondenza del "gomito" generato dalla variazione di diedro); essi erano disposti quanto più possibile vicini all'asse longitudinale del velivolo, in modo tale da ridurre al minimo gli scompensi dovuti a un'eventuale panne in volo di uno o più propulsori.
Gli impennaggi, collocati in coda, erano formati da due piani orizzontali (entrambi articolati in stabilizzatore ed equilibratore) e da tre piani verticali (tutti articolati in deriva e timone) sistemati tra di essi; ai lati esterni del terzetto di piani verticali erano presenti anche due superfici fisse per garantire ulteriore stabilità intorno all'asse verticale. Come le ali, le superfici di coda avevano struttura metallica rivestita in tela.
Il robusto carrello era di tipo triciclo posteriore, con le due ruote principali sistemate sotto le gondole motrici inferiori e il ruotino di coda collocato all'estremità posteriore della fusoliera.

## Impiego operativo
Benché durante i collaudi, eseguiti nel corso del 1930, le ruote del prototipo si fossero in qualche occasione staccate da terra per alcuni istanti, il primo volo vero e proprio di un Handley Page H.P.42 avvenne il 14 novembre 1930 ai comandi del pilota militare Thomas Harold England.
L'H.P.42 venne prodotto in due versioni: una, destinata alle rotte dell'India e del Sudafrica, venne chiamata H.P.42E (dove "E" sta per eastern, orientale) dalla Imperial Airways e semplicemente H.P.42 dalla Handley Page; l'altra, destinata alle rotte europee, venne chiamata H.P.42W (dove "W" sta per western, occidentale) dalla Imperial Airways e H.P.45 dalla Handley Page.
Il primo esemplare a entrare in servizio attivo, un H.P.42E, compì il primo decollo da Croydon (che sarebbe rimasta la base degli H.P.42 europei per tutta la durata della loro carriera operativa) diretto a Parigi l'11 giugno 1931. Il primo aereo destinato al mercato europeo, un H.P.42W chiamato Heracles, venne invece consegnato nel settembre dello stesso anno.
Alla conclusione dei collaudi il prototipo venne convertito in un modello H.P.42E e battezzato Hannibal. Gli altri H.P.42E vennero chiamati Horsa, Hanno e Hadrian; gli altri H.P.42W vennero chiamati Horatius, Hengist e Helena.
Da allora, gli H.P.42 servirono regolarmente in tutte le aree geografiche a cui furono destinati dalla Imperial Airways. Essi erano caratterizzati da un notevole comfort, il quale venne sempre molto apprezzato dai passeggeri. Si trattava di aerei piuttosto lenti (tanto che il famoso progettista aeronautico Anthony Fokker, ironizzando sulla loro scarsa velocità di crociera, affermò che gli H.P.42 avevano i venti contrari incorporati) ma dotati di elevati standard di sicurezza e affidabilità: benché un esemplare sia andato a fuoco all'interno di un hangar nel 1937, infatti, nessun H.P.42 andò incontro a incidenti mortali nel corso degli oltre 8 anni in cui il modello rimase in servizio con la Imperial Airways.
Gli H.P.42 vennero ritirati dal servizio di linea il 1º settembre 1939. Dopo questa data, giunti verso il termine della loro vita operativa, essi furono consegnati dalla Imperial Airways alla Royal Air Force; essa li impiegò nel ruolo di aerei da trasporto, ma tutti vennero perduti, distrutti o smantellati entro il 1941.

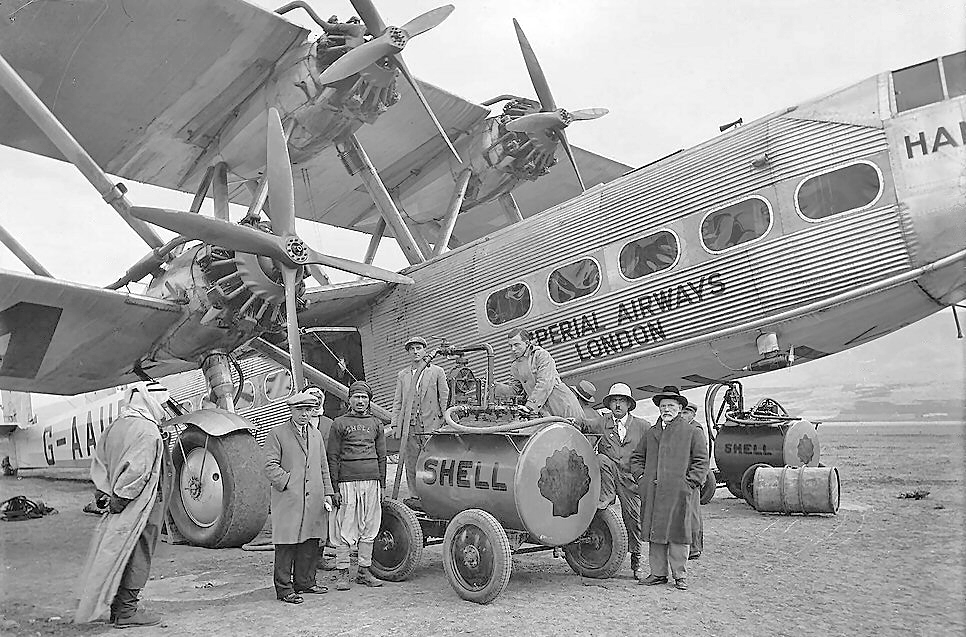
L'H.P.42E (H.P.42) G-AAUD Hanno mentre viene rifornito di carburante.

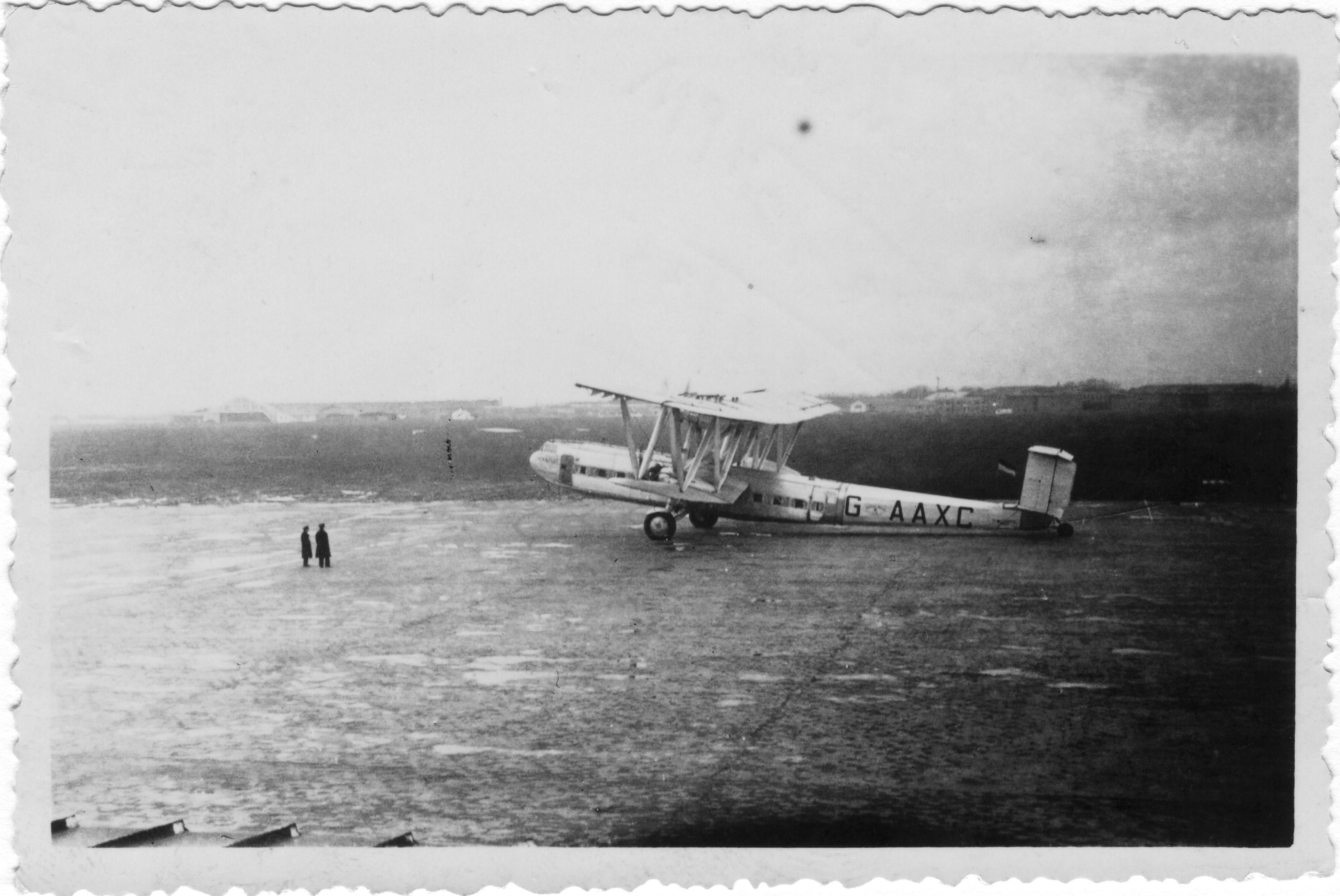
L'H.P.42W (H.P.45) G-AAXC Heracles.

## Versioni
- Handley Page H.P.42E

Nota come H.P.42 presso la Handley Page e come H.P.42E presso la Imperial Airways, destinata alle rotte orientali. 18 (poi 24) passeggeri di cui 6 (poi 12) nella cabina anteriore e 12 in quella posteriore; 14,16 m³ (500 cu ft) di spazio per bagagli e posta. Motori Jupiter XIF da 490 hp (365 kW). 4 esemplari prodotti.
- Handley Page H.P.42W

Nota come H.P.45 presso la Handley Page e come H.P.42W presso la Imperial Airways, destinata alle rotte occidentali. 38 passeggeri di cui 18 nella cabina anteriore e 20 in quella posteriore; 7,08 m³ (250 cu ft) di spazio per bagagli e posta. Motori Jupiter XBFM sovralimentati da 555 hp (414 kW). 4 esemplari prodotti.

## Utilizzatori

### Militari
- Regno Unito

Royal Air Force

### Civili
- Regno Unito

Imperial Airways